# Cours Mirabeau

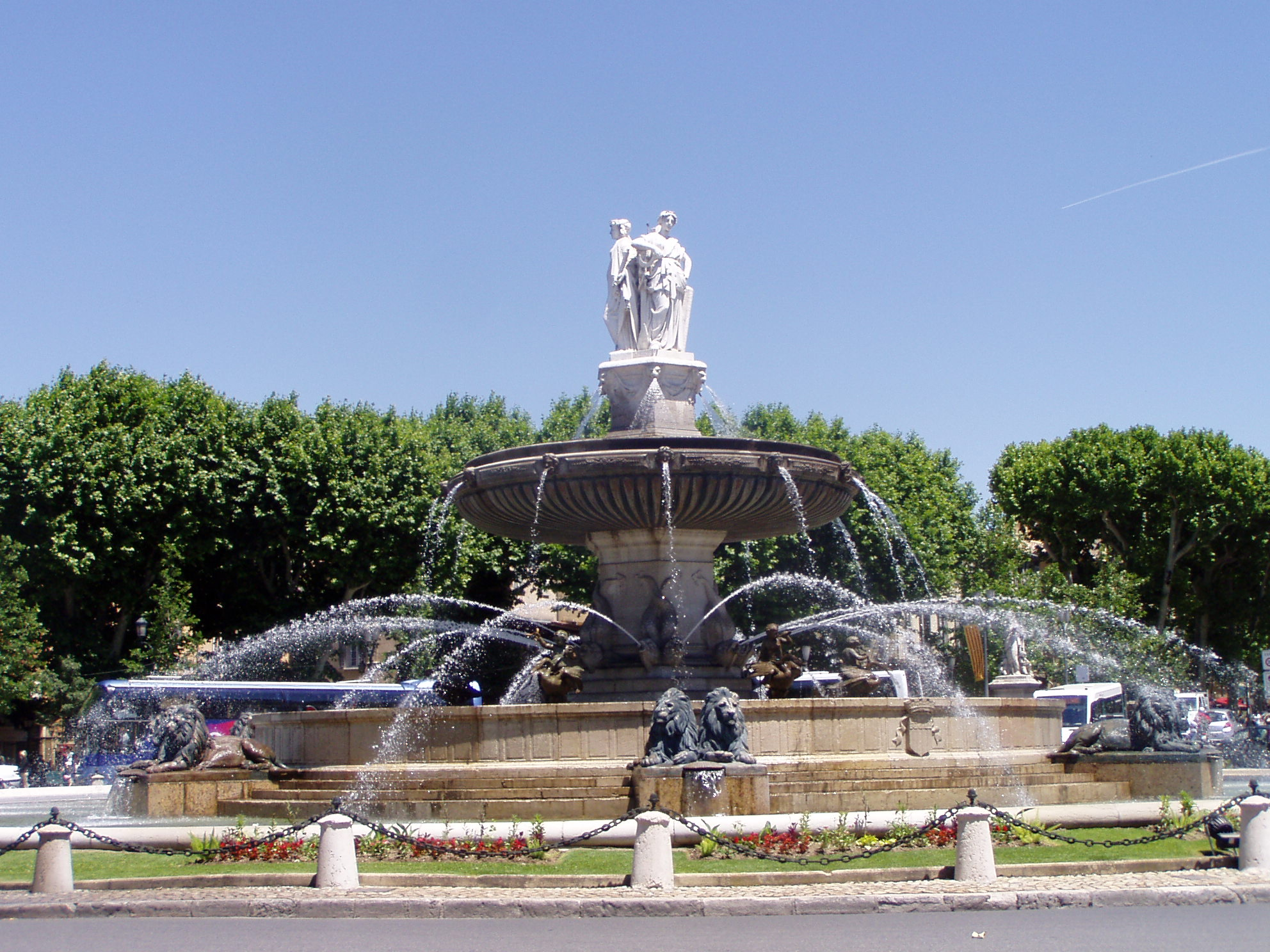
La Fontaine de la Rotonde

Il Cours Mirabeau è un'ampia strada di Aix-en-Provence.
Costruito a partire dal 1649 sul sito del bastione meridionale della città per decisione del Parlamento di Aix, il suo sviluppo segue i progetti di espansione della città, voluti dall'arcivescovo di Aix Michel Mazarin, e la volontà dei proprietari borghesi che chiedevano una passeggiata per carrozze e pedoni. Chiamato semplicemente “le Cours” alla sua creazione, fu rinominato “cours Mirabeau” nel 1876 in onore di Honoré Gabriel Riqueti de Mirabeau, che fu rappresentante di Aix nel Terzo Stato nel 1789.
Lungo 440 metri e largo 42, il Cours Mirabeau collega il Quartier Mazarin (la città nuova) e l'antica Ville comtale e, dopo esser stato riqualificato nel 2002, è uno dei luoghi più vivaci della città. È fiancheggiato da numerosi caffè e, durante la sua storia, è stato frequentato da famosi personaggi della cultura francese come Paul Cézanne, Émile Zola e Albert Camus.
Il Cours Mirabeau ha ampi marciapiedi piantumati con una doppia fila di platani ed è decorato da fontane, la più nota delle quali è la Fontaine de la Rotonde che si trova ad un'estremità del corso.